# Fake You Out
Fake You Out – piąty singiel amerykańskiego duetu muzycznego Twenty One Pilots z albumu Vessel (2013), wydany 15 września 2014 roku przez Fueled by Ramen. Piosenka została skomponowana  przez Tylera Josepha i Grega Wellsa. Zespół grał ten utwór na Quiet Is Violent World Tour (2014) po coverze "Summertime Sadness" Lany Del Rey.

## O utworze
"Fake You Out" to synth popowy utwór w tonacji Fis-dur z tempem 115 uderzeń na minutę. Jest to jeden z nielicznych utworów gdzie wokalista zespołu - Tyler Joseph gra również na keytarze. 

Tak naprawdę chodzi o postawienie fasady dla ludzi. Myślę o tym, że jestem na scenie i staram się wyglądać fajnie (...) Ta piosenka mówi o tym, jak stale musimy okłamywać ludzi o tym, kim naprawdę jesteśmy, i staje się niebezpiecznie, gdy zaczynasz okłamywać siebie. Lubię tę piosenkę, ponieważ jest to dla mnie chwila szczerości.

## Notowania
| Wykres (2013)                       | Pozycja |
| ----------------------------------- | ------- |
| US Christian Rock Songs (Billboard) | 21      |